# Degermossen och Store mosse naturreservat
Degermossen och Store mosse naturreservat är ett naturreservat i Skövde kommun, Tibro kommun och Töreboda kommun i Västra Götalands län.
Området är naturskyddat sedan 2024 och är 1 224 hektar stort. Reservatet ligger norr om Tibro och består av två stora mossar som omges av barrskog.